# أولاد سيدي يحيى (واد الجديدة)
أولاد سيدي يحيى هي منطقة تحتوي على سبعة دواوير و هي لعمارنا، أولاد عيسى، اولاد سيدي اعمر، العوامر، القدادرة، أولاد زيان، يكتسي علوها جبل قنوفة الجميل الذي يعتبر بداية تكون سلسلة جبال الأطلس المتوسط ، كما تشتهر المنطقة باشجار الزيتون و التنين ، و تتبع جغرافيا لعمالة مكناس وإداريًا لواد الجديدة. يقدر عدد سكانها ب7154 نسمة.